# HD 208897 b
HD 208897 b — экзопланета, вращающаяся вокруг звезды HD 208897, с диаметром на 22 % больше, чем у Юпитера. Она была обнаружена с помощью метода доплеровской спектроскопии.

## Физические характеристики

### Масса и радиус
HD 208897 b — это газовый гигант. Его радиус составляет 1,22 RJ; масса — 1,194 MJ.

### Родительская звезда
Планета вращается вокруг звезды спектрального класса K0 HD 208897. Звезда имеет массу 1,25 M☉ и радиус 4,98 R☉. Она имеет температуру 4890 K. Светимость звезды оценивается в 12,3 L☉. Для сравнения, возраст Солнца составляет 4,6 миллиарда лет, а температура его поверхности составляет 5778 K.
Видимая звёздная величина звезды, или насколько ярко она выглядит с точки зрения Земли, составляет 6,51. Поэтому она слишком тусклая, чтобы её можно было увидеть невооружённым глазом.

### Орбита
HD 208897 b вращается вокруг своей родительской звезды с периодом обращения 358,27 суток на расстоянии около 1,063 а. е.

## Открытие
HD 208897 b была открыта в 2017 году. Это первая экзопланета, открытая по наблюдениям на российско-турецком телескопе RTT150. К открытию планеты были причастны астрономы Казанского университета.